# 井上幸一 (ゴルファー)
井上 幸一（いのうえ こういち、1946年9月29日 - ）は神奈川県出身の元プロゴルファー。
父・井上清次（1915年 - 1992年）も元プロゴルファーで、1952年に日本プロを制し、後に岐阜関カントリー倶楽部で森口祐子を育てたことでも知られる。

## 来歴
1969年にプロ入りすると、1978年の中部オープンでは初日から首位で、最終日もノーボギー、2バーディーと堅実なプレーでスコアを縮め、通算11アンダー277で鈴村久・石井秀夫・内田繁・石井裕士・野口英雄・大場勲・豊田明夫を抑えて優勝 。10年目で初のタイトルを獲得し、同年の日本プロスポーツ大賞新人賞を受賞。
1979年にはくずは国際では栗原孝・上原宏一・杉原輝雄・新井規矩雄と並んでの3位タイ、関西プロでは中村通・宮本康弘・内田・鈴木規夫に次ぐと同時に吉川一雄・石井・大場・入江勉・出口栄太郎を抑え、山本善隆と並んでの9位タイ、富山県オープンでは豊田とプレーオフを戦って2位に入った。KBCオーガスタでは3日目に17番で2打を56cmに寄せてニアピン賞の乗用車を獲得するが、同年は日本国土計画サマーズでもニアピン賞を獲得しており、前年にもニアピン賞を2度獲得。大会自体はイーブンパーの25位タイに終わり、試合後には「これからはニアピンよりもタイトルを」と語った。
同年には吉川と共にワールドカップ日本代表に選出され、団体でヘール・アーウィン&ジョン・マハフィー（アメリカ）、ケン・ブラウン&サンディ・ライル（スコットランド）、アントニオ・ガリード&マヌエル・ピニェロ（スペイン）、ハイメ・ゴンザレス&ラファエル・ナバロ（ブラジル）、陳志明&呂西鈞（中華民国）、エディ・ポーランド&デス・スミス（アイルランド）に次ぎ、マーク・ジェームス&マイケル・キング（イングランド）、ジャン・ガライアルド&ベルナール・パッカシオ（フランス）を抑え、ダン・ホールドソン&ジム・ネルフォード（カナダ）と並んで7位に入る。
1980年の富山県オープンでは入江勉・内田を抑えると同時に鈴村照男をプレーオフで下して優勝し、1981年の新潟県オープンでは藤木三郎・長谷川勝治・湯原信光・陳健忠（中華民国）と並んで竹安孝博の2位タイ に入った。
1982年には左手の怪我を押して中日クラウンズに出場し、初日には各選手とも和合特有の強風の中で、小さくて速いグリーンに苦戦してアンダーパーは132選手中僅か6人という中、鷹巣南雄と共に68を出して首位に立つ。井上はパットが好調で一時は3アンダーまで伸ばしたが、後半の7番で1mのパーパットを打ち切れず2アンダーに後退し、終盤の7番から3連続バーディを奪った鷹巣に並ばれた。2日目には左手を庇ってのショットがブレ気味であったが、好調なパットで1バーディ、2ボギーで通算1アンダーの3位タイに後退して内田と並び、最終的には橘田規・羽川豊と並んでの12位タイであった。
1983年のペプシ宇部トーナメントでは2日目に64をマークして6位、3日目には68で2位に浮上し、最終日には69で4日間とも着実にスコアを縮めた金井清一を追い上げての2位に入った。
1983年のゴルフダイジェストトーナメントでは初日を前田新作・岩井隆と共に4アンダー68の6位タイ でスタートし、2日目には2日連続68をマークして河野和重と並んでの3位タイ、3日目には湯原信光・山本善隆・金井清一と並んでの4位タイに着け、最終日には金井の2位 に入った。
1984年の日本プロマッチプレーでは初日の1回戦で前年優勝の中嶋常幸と対戦し、10、11番の連続バーディーで逆転して1アップした中嶋に18番で追いついてエキストラホールに持ち込む。19ホール目、293mを短い10番パー4で井上が1mにつける会心のショットを放ち、前年覇者を振り切った。中嶋は前年から日米ツアーを回ってほぼ休みなしの状態の上、大会前に野球のバットスイング100回などのトレーニングも行い、かなり疲れていた。井上はラウンド中も炎症止めのスプレーをかけるなど体が痛そうな中嶋を目撃し、試合後に中嶋は「井上さんに休みをもらった」とコメントしている。井上は2日目には藤木に10、11番連続アップで流れを掴んで4-3で勝ち、準決勝では好調の尾崎健夫と大接戦を演じる。午前18ホールは尾崎健が6つ、井上が5つ取り、尾崎健1アップで折り返したが、7番パー5では井上が2オンするなど先手を取って逆転、一時3アップとなった。そこから尾崎健も粘り、1ダウンの最終18番で追いついてエキストラホールに入る。37ホール目にグリーンを外した井上が寄せてパーで上がった後、5mのバーディーパットの尾崎健は80cmほどショートして次へ進むと思われた直後、そのパーパットを外す痛恨の3パットで決着した。井上は7、9番はロングホール、8番もショートホールながら191mと距離があったため、捨てるホールと考えていたが、前後半の2度に渡って難所を3対3の互角に切り抜けていた。内容は井上の1イーグル、1バーディー、1ボギーに対し、尾崎健の方が1イーグル、2バーディー、1ボギーと良かったが、7番で尾崎健が1mのイーグルパットを外したのに対し、井上は3mの難しいイーグルパットを沈めた。2度目の出場で初進出となった決勝は中村通と対戦し、一進一退の展開から、まず中村が攻める。先行する井上を中村が追いかける展開で迎えた14番、井上は奥のエッジから8mのパットを1mオーバーし、この返しがカップに嫌われてボギー、続く15番も60cmの返しのパットをミスしてまたボギーとなり、流れが中村に傾く。中村が14番から3連続アップして抜け出したが、井上も休憩を挟んで2つ取り返し、後半6番までで中村が1アップとどちらに転ぶか分からなかった。25ホール目、流れを引き寄せたのは中村で、7番パー5で2mのバーディーパットを沈めた。8番で5mを入れ、9番パーではアプローチをOKにつけて3連続アップ。残り9ホールで4アップとして一気に井上を突き放しドーミーホールの33ホール目、15番で井上は先に3mのバーディーを沈めたが、中村が1.5mを入れ返して4-3で決着し、井上は2位に終わった。
同年の三菱ギャラントーナメントでは2日目には69をマークして入江と並んでの4位タイ、3日目にも山本善・中嶋と並んでの3位タイに着け、最終日にも山本善と共に69をマークし優勝した安田春雄から4打差2位タイ に入った。
1984年の東北クラシックでは3日目に18番ホールの第3打をチップインするなど、2位を4打差と大きく引き離す単独首位に立ち、最終日通算12アンダーで優勝を飾ると、ゴルファー仲間から手荒な胴上げで祝福された。KBCオーガスタでは混戦模様の最終日、トップから3打差に12人という大激戦の末、中嶋と並んで尾崎直道の2位タイであった。新潟オープンでは藤木と共に4日間60台をマークし、安田・前田新作・高橋勝成・飯合肇・金井・海老原清治・安達典夫を抑えての2位に入った。
サントリーオープンアマプロでは76を打って38名の参加プロ中で36位であったにもかかわらず、歌手の藤山一郎はじめ4名のアマチュア選手が3イーグル、12バーディの8アンダーという快スコアを叩き出したため、井上は前年に続く団体優勝で賞金を手にした。
1985年には関西プロで前田・中村・石井・山本を抑えて鈴村と並ぶ2位タイ、中部オープンで出口・石井・鈴村・内田を抑えて2位に入る。フジサンケイクラシックでは5位、全日空札幌オープンでも中嶋・倉本・高橋・尾崎将司に次ぐと同時に杉原・長谷川・湯原・新井・須貝昇を抑えて5位であった。
1986年の中日クラウンズでブライアン・ジョーンズ（オーストラリア）、須貝・泉川ピート・尾崎将・高橋と並んでの7位タイ に入ったのが最後の十傑入りとなり、1988年の全日空オープンを最後にレギュラーツアーから引退。
1989年からは札幌ゴルフ倶楽部輪厚コース支配人に就任し、最初は会員権の営業も担当。客が昼も夜も歓待してくれたが、井上は営業で気が抜けず、その緊張感の連続が大変であった。後には楽しくゴルフがプレーできるようになり、「下手になったね」と冷やかされながらプレーした。

## 主な優勝
- 1978年 - 中部オープン
- 1980年 - 富山県オープン
- 1984年 - 東北クラシック